# リトレイスド〜塊顧〜
『リトレイスド〜塊顧〜』（原題：Retraced）は、アメリカ合衆国のギタリスト、ジェイク・E・リーが2005年に発表した、ソロ名義では2作目、9年ぶりのアルバム。

## 背景
全曲ともブルースロック系の楽曲のカバーで、マイケル・シェンカー・グループのメンバーとして知られるクリス・ローガンがボーカルを担当した。なお、本作の制作はマイク・ヴァーニーが発案し、リーは当初「コピー曲ばかりのアルバムを作るのは無意味に感じられた。それに、俺はここ1年ほどギターを弾いていなかった」という理由から乗り気でなかったが、ヴァーニーがティム・ボガートとエインズレー・ダンバーをリズム・セクションに起用するアイディアを提示したことで、リーも前向きになったという。

## 評価
Greg Pratoはオールミュージックにおいて5点満点中3.5点を付け、リーの演奏に関して「多くのファンは、ジェイク・E・リーの演奏といえば、オジー・オズボーンが1980年代中期に発表した『月に吠える』や『罪と罰』における、キラキラとしたヘヴィメタル的なスタイルを想起するだろう。しかし彼は、オジー・バンドの脱退後に結成したバッドランズでも証明されているように、本来はブルージーかつ王道指向のロッカーで、最新作『リトレイスド〜塊顧〜』では、そのことが特に表れている」、クリス・ローガンの歌唱に関して「時折、極めてデイヴィッド・カヴァデール的になっている」と評している。また、『CDジャーナル』のミニ・レビューでは「まさに水を得た魚のように活き活きとしたプレイを展開している」と評されている。

## 収録曲
1. ウイスキー・トレイン "Whiskey Train" (ロビン・トロワー、キース・リード) – 4:39
  - プロコル・ハルムのアルバム『ホーム』（1970年）より。
2. イーヴル "Evil" (ウィリー・ディクスン) – 3:18
  - ハウリン・ウルフが1954年に発表した曲。本作のバージョンはカクタスによるカバーに基づいている[1]。
3. ウェイ・バック・トゥ・ザ・ボーン "Way Back to the Bone" (グレン・ヒューズ) – 5:34
  - トラピーズのアルバム『連動』（1972年）より。
4. アイル・ビィ・クリーピン "I'll Be Creepin'" (アンディ・フレイザー、ポール・ロジャース) – 5:18
  - フリーのアルバム『フリー（英語版）』（1969年）より。
5. ゲス・アイル・ゴー・アウェイ "Guess I'll Go Away" (ジョニー・ウィンター) – 3:54
  - ジョニー・ウィンターのアルバム『ジョニー・ウィンター・アンド』（1970年）より。
6. ラヴ・イズ・ワース・ザ・ブルース "Love Is Worth the Blues" (レスリー・ウェスト、ジャック・ブルース、コーキー・レイング) – 4:26
  - ウェスト、ブルース&レイングのアルバム『ホワイ・ドンチャ』（1972年）より。
7. アイ・カム・タンブリン "I Come Tumblin'" (マーク・ファーナー) – 5:10
  - グランド・ファンク・レイルロードのアルバム『戦争をやめよう』（1971年）より。
8. ウーマン "Woman" (ジム・フォックス、デイル・ピーターズ、ジョー・ウォルシュ) – 4:44
  - ジェイムス・ギャングのアルバム『ジェイムス・ギャング・ライズ・アゲイン』（1970年）より。
9. ア・ハード・ウェイ・トゥ・ゴー "A Hard Way to Go" (クリス・ユールデン) – 3:49
  - サヴォイ・ブラウン（英語版）のアルバム『ロウ・シエナ』（1970年）より。
10. アイ・キャント・スタンド・イット "I Can't Stand It" (ジェイムス・デュワー、ロビン・トロワー) – 4:28
  - ロビン・トロワーのアルバム『過去よりの再起』（1973年）より。
11. ロック・キャンディ "Rock Candy" (デニー・カーマッシ、ビル・チャーチ、サミー・ヘイガー、ロニー・モントローズ) – 5:11
  - モントローズのアルバム『ハード☆ショック!』（1973年）より。

## 参加ミュージシャン
- ジェイク・E・リー - ギター
- クリス・ローガン - ボーカル
- ティム・ボガート - ベース
- エインズレー・ダンバー - ドラムス